# Avenida Juscelino Kubitschek (Palmas)
A Avenida Juscelino Kubitschek, mais popularmente conhecida como Avenida JK, é uma avenida localizada no município de Palmas, capital do Tocantins. Atravessa a capital de leste a oeste passando pela área central da cidade, ligando as rodovias TO-050 a TO-080, que atravessam em parte o lago formado pela Usina Hidrelétrica Luiz Eduardo Magalhães. É uma das principais avenidas da cidade, juntamente com a Avenida Teotônio Segurado, que corta a cidade de norte a sul.